# Canis lupus baileyi
El lobo mexicano (Canis lupus baileyi) es una de las cinco subespecies de lobo gris que habitan  en Norteamérica. Es también la más pequeña de las subespecies, alcanzando una longitud no mayor de 135 cm y una altura máxima de 75 cm, aproximadamente. Los pesos varían desde los 27 kg hasta los 45 kg.

## Características generales
El lobo mexicano es una especie de forma y tamaño similares a las de un perro de mediano tamaño; su cuerpo es esbelto y de constitución sólida; su cabeza es  angosta, y con un cráneo largo y anguloso, cuenta con orejas grandes y rectas, con punta redondeada. La cola está cubierta por pelo denso y es, proporcionalmente, más larga que el cuerpo.
El tamaño del lobo mexicano varía entre 1 y 1,2 m de largo total y su altura a la cruz es de 60 a 80 cm, siendo los machos más grandes que las hembras.

## Desarrollo
Los lobos nacen ciegos y sordos después de un periodo de gestación de sesenta y cinco días aproximadamente, generalmente nacen durante la noche. Los lobeznos nacen con la cabeza redonda y proporcionalmente más grande con respecto al cuerpo, lo que hace que parecieran chatos; de orejas pequeñas y con la comisuras de los labios claras.

## El periodo de apareamiento, nacimiento y crecimiento del lobo mexicano
La madre los amamanta a intervalos regulares de cinco horas. Durante las dos primeras semanas no salen de la madriguera, ahí defecan y la madre se encarga de sacar los excrementos sólidos, mientras el padre permanece a escasos metros de la entrada. Entre los quince y dieciocho días los lobeznos abren los ojos, en este tiempo son capaces de pararse y caminar dentro de la madriguera, a pesar de ello no salen.[cita requerida]

## Desarrollo de dentadura
En ese tiempo se observa que los dientes incisivos brotan, y los premolares y molares carnívoros aún permanecen cubiertos por la encía; alrededor de los veintidós días de haber nacido los cachorros salen de la madriguera y permanecen a los alrededores de ella. En este periodo se observa que los incisivos ya están expuestos mostrando los tres lóbulos que los conforman. Los premolares carnívoros ya se exhiben, aunque la encía aún permanece a la mitad de la pieza dental.[cita requerida]

## Alimentación
En las etapas del desarrollo los cachorros maman poco de la madre y comienzan a ingerir alimento regurgitado por los padres, en especial de la madre. A las cuatro semanas de su nacimiento la dentadura ya ha emergido completamente y comienzan a escoger pequeños trozos de carne, aunque los padres aún les regurgitan alimento. El cambio de alimentación desde leche, alimentos semisólidos (regurgitados) y alimentos sólidos (trozos de carne) está muy relacionado con la aparición y desarrollo de las piezas dentales. Esta información ha sido derivada de un estudio sobre individuos en cautiverio de lobos mexicanos.

## Declive y extinción
Hasta tiempos recientes, el  hábitat del lobo mexicano se extendía desde el desierto de Sonora, Chihuahua y centro de México, hasta el oeste de Texas, sur de Nuevo México y Arizona central. (Nótese que recientes estudios completados por expertos en genética evidencian que los lobos habitaban hasta el norte de Colorado). Ocuparon un rango de hábitats muy amplio, desde zonas desérticas y semiáridas hasta bosques templados. De hábitos preferentemente nocturnos, los lobos se alimentaban básicamente de venados, berrendos, pecaríes (una especie de cerdo silvestre), borregos cimarrones, liebres y roedores. Al llegar el siglo XX, la reducción de sus presas naturales como los ciervos causó que los lobos atacaran ganado, situación que produjo agresivas campañas de exterminio por parte de agencias gubernamentales de los Estados Unidos, así como la caza desmedida de ganaderos mexicanos.

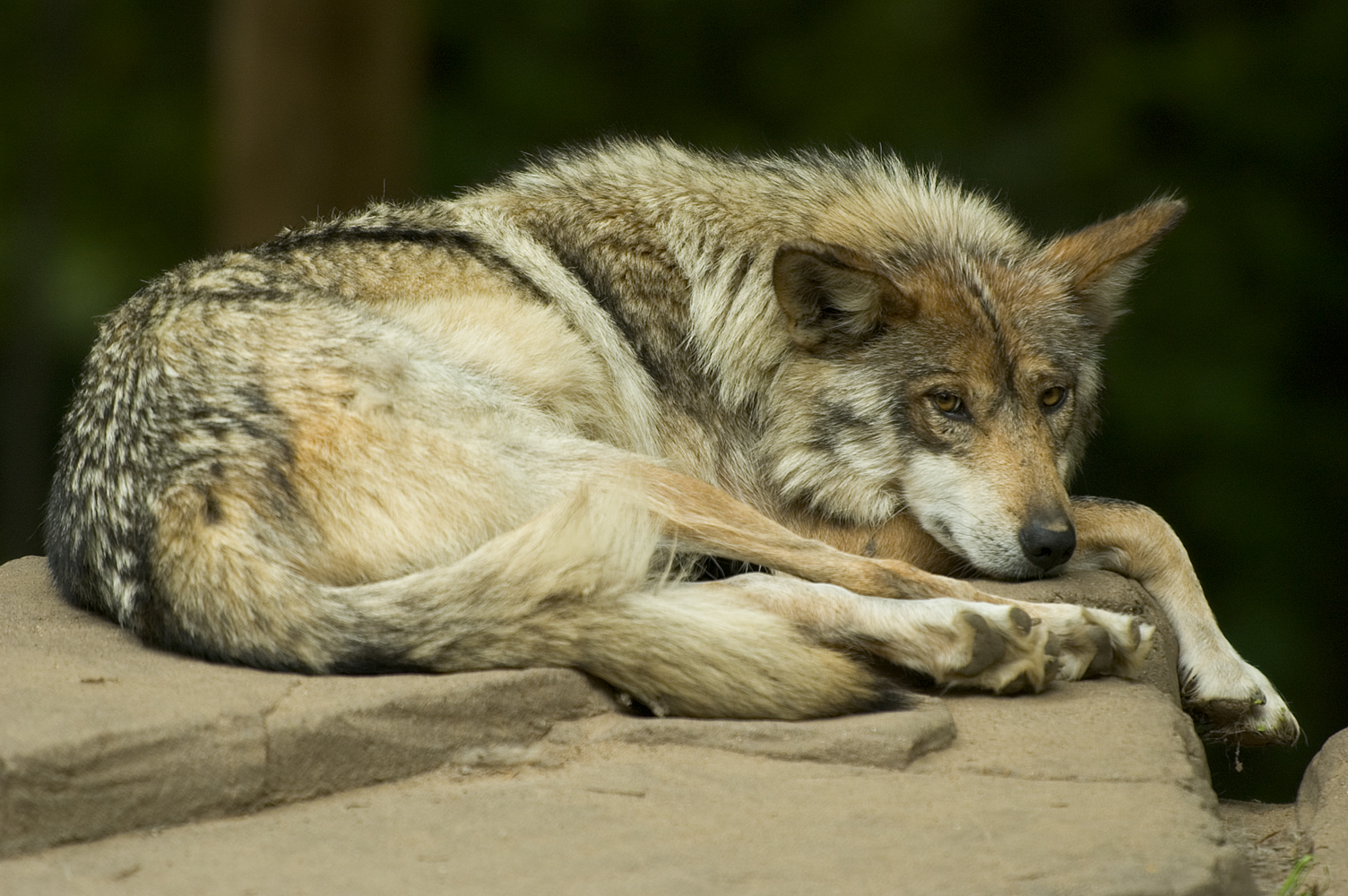
Lobo mexicano en cautiverio.

Estos esfuerzos dieron resultados, y por la década de 1950 el lobo mexicano había sido eliminado en estado salvaje. En 1976 fue declarado una especie amenazada, y así ha permanecido desde entonces.
Debido a que los lobos han sido repudiados por los ganaderos, quienes argumentaban que perdían sus becerros, vacas, caballos y burros por los ataques de estos cánidos, en los años 1950 hizo que se les condenara al exterminio.
A principios de 1990, algunos autores consideraban que apenas quedaban diez lobos en libertad pero no era confirmado. La población de lobos solo es de doscientos sesenta entre Estados Unidos y México, en el estado de Durango se encontraron los últimos lobos salvajes y en el estado de Texas.[cita requerida]
Está clasificado, según la Unión Internacional para la Conservación de la Naturaleza, como “Extinto en estado silvestre” (EW). Lo que quiere decir que no existe ningún individuo viviendo en vida silvestre.
El 17 de julio de 2014, se informó del nacimiento de la primera camada en libertad de lobos mexicanos en México, en la Sierra Madre Occidental.

## Recuperación
Los esfuerzos por la recuperación del lobo mexicano comenzaron entre 1977 y 1980 con los últimos ejemplares que se lograron capturar en México. Durante ese tiempo fue creado el «Plan para la supervivencia del lobo mexicano» (AZA Mexican Wolf SSP) y tanto en Estados Unidos de América como en México, se inició un programa de recuperación en cautiverio donde se reproducen los ejemplares para después ponerlos en libertad.
El plan está compuesto por tres partes: investigación, educación y una estrategia de reproducción basada en el valor genético de cada individuo, ya que el mayor problema al que se enfrenta el lobo mexicano, hoy en día, es la falta de variabilidad genética, ya que todo el programa se fundamenta en muy pocos ejemplares. Los lobos se rotan de centro en centro cada cierto tiempo para intentar mitigar esta problemática, pero esta acción no los comas esperados ya que únicamente se considera el factor genético para estas rotaciones y muchas veces se deja de lado su etología individual (comportamiento). 
En cuanto a la recuperación, el plan busca reintroducir a los lobos en las áreas de donde fueron exterminados —de aquí la gran importancia de la educación en esas zonas—. Pero antes, los lobos deben pasar por centros de preliberación, donde las condiciones ambientales son similares a las de la «zona de liberación» y donde el contacto humano es prácticamente nulo.
A finales de 2012, fue estimado que al menos vivían setenta y cinco lobos y cuatro parejas reproductoras en los terrenos de las áreas de recuperación, con un 27 % de la población consistente en cachorros.
En 2014, es registrado el primer nacimiento de lobo mexicano en un entorno salvaje tras la reintroducción.
Un estudio realizado por el Servicio de Pesca y Vida Salvaje de Estados Unidos, en febrero de 2015, mostró una población de al menos ciento nueve lobos en 2014, en el suroeste de Nuevo México y el sureste de Arizona, lo que significa un incremento del 31 % desde 2013.

## Depredadores
Estos pueden llegar a ser depredados por otro tipo de felinos mayores como los pumas y la pantera onca, etc. Otros de sus depredadores son los coyotes y los osos.